# 肝癌
肝癌（かんがん、英: Liver cancer）は、肝臓に発生した悪性腫瘍の総称である。

## 分類
大きくは肝臓が発生元である原発性肝癌と、他臓器で発生したがんが肝臓に転移した転移性肝癌の2つに分けられる。原発性肝癌はさらに組織型によって分類される。
原発性肝癌の大部分は肝細胞癌 (hepatocellular carcinoma、略称:HCC) であることから「肝癌」という言葉は狭義に「肝細胞癌」を指す場合がある。
以下、2000年のWHO「histological classification of tumours of the liver and intrahepatic bile ducts」の資料を元に分類し解説する。
- 上皮性腫瘍
  - 良性：肝内胆管腺腫など。
  - 悪性
    - 肝細胞癌：肝臓の実質である肝細胞から発生する癌。日本では原発性肝癌の約90%を占める。その原因の多くがC型肝炎（約72%）によるもので、以下B型肝炎（約17%）、NASH、アルコール性肝炎、原因不詳と続く。
    - 胆管細胞癌：肝臓内の胆管から発生する癌。日本では原発性肝癌の5%程度である。
    - そのほか稀なものとして上記の混合型や肝芽腫などがある。
- 非上皮性腫瘍
  - 良性：血管腫など。
  - 悪性：血管肉腫など。
- その他の腫瘍：孤在性線維性腫瘍 (Solitary fibrous tumor、略称:SFT) など。
- 造血細胞性およびリンパ性腫瘍
- 二次性腫瘍（転移性肝癌）：他の臓器のがんが肝臓に転移したもの。
- 腫瘍に類似した上皮の異常：過形成、異形成など。
- その他の腫瘍類似病変

また欧米では胆管細胞癌は胆管癌の一部であるとする認識が一般的であり、肝癌はほぼ肝細胞癌であるが、前述のとおりWHO分類などでは「肝臓および肝内胆管の腫瘍」とすることにより、実質的にひとまとめにして扱っている。

## 予防
ウイルス性肝炎は治療を行うことで、発癌リスクが低下することが報告されている。
- B型肝炎…ヌクレオシド・アナログでウイルス量を低下させると発癌率は低下する[1]。
- C型肝炎…インターフェロンαもしくはβでウイルスを消失させるか、または一時的に測定不能なまで減少させると発癌率が低下することが知られている[2]。

## 治療
肝細胞癌の治療は、開腹・腹腔鏡手術、経皮的穿刺による焼灼術、カテーテルを用いた塞栓術、放射線療法、化学療法など多岐にわたる。
転移性肝腫瘍の治療は手術と化学療法が主となる。

## 疫学

2004年における10万人毎の肝がんによる死亡者数（年齢標準化済み）
データなし
7.5人以下
7.5人から15人
15人から22.5人
22.5人から30人
30人から37.5人
37.5人から45人
45人から52.5人
52.5人から60人
60人から67.5人
67.5人から75人
75人から110人
110人以上

肝癌は、世界的に見て、2008年において年間70万人の死亡者を出しており、140万人死亡の肺癌、74万人死亡の胃癌に続いて3番目の癌死の原因となっている。
世界的に見ると、モンゴルでの肝癌での死亡率が高くなっているが、その原因として、モンゴルではB型肝炎ウイルス (HBV) 、C型肝炎ウイルス (HCV) の感染率が高く、一般住民のHBs抗原陽性率は6.9%から15.6％、HCV抗体陽性率は10.7%から36.3％と報告されている。
|     | 死亡数 (2017年) | 死亡数 (2017年) | 死亡数 (2017年) | 罹患数 (2014年) | 罹患数 (2014年) | 罹患数 (2014年) |
| 男  | 女              | 男女            | 男              | 女              | 男女            |                 |
| --- | --------------- | --------------- | --------------- | --------------- | --------------- | --------------- |
| 1位 | 肺              | 大腸            | 肺              | 胃              | 乳房            | 大腸            |
| 2位 | 胃              | 肺              | 大腸            | 肺              | 大腸            | 胃              |
| 3位 | 大腸            | 膵臓            | 胃              | 大腸            | 胃              | 肺              |
| 4位 | 肝臓            | 胃              | 膵臓            | 前立腺          | 肺              | 乳房            |
| 5位 | 膵臓            | 乳房            | 肝臓            | 肝臓            | 子宮            | 前立腺          |

## 肝癌になった人物
(アイウエオ順)
- 池田貴族
- 石原裕次郎
- 市川雷蔵 (8代目)
- 今村昌平
- 上原正三
- 緒形拳
- 尾崎紀世彦
- 大佛次郎
- 乙羽信子
- 神浦元彰
- 北公次
- ニコラス・クレイ
- 古今亭志ん朝
- 小松政夫
- ハロルド坂田
- 島倉千代子
- 菅原文太
- 鈴木ヒロミツ
- 園山俊二
- 孫文
- 高須将大 - 24歳でステージ4[9]
- 田河水泡
- 竹中労
- 中条静夫
- 趙泰一
- 徳永晴美
- トニー谷
- 殿山泰司
- 鳥越俊太郎 - 大腸がんが肺と肝臓に転移
- 中江真司
- 中野好夫
- 仁科芳雄
- 西村京太郎
- 灰田勝彦
- ハナ肇
- 林家三平 (初代)
- はらたいら
- ひろさちや
- 藤田進
- 松本清張
- マンガ太郎
- 三木のり平
- 三宅一生
- 棟方志功
- 由利徹
- 吉行淳之介
- 劉暁波
- ガートルード・ローレンス

参考　Category:肝癌で亡くなった人物